# Ábalos & Herreros
Ábalos & Herreros es el nombre de la oficina de arquitectura en la que los arquitectos españoles Iñaki Ábalos y Juan Herreros se asociaron en el año 1985.
El estudio se disolvió en el año 2008. Desde entonces, Iñaki Ábalos y Juan Herreros trabajan por separado en sus respectivos estudios, Ábalos+Sentkiewicz y Herreros Arquitectos.
Los primeros trabajos del estudio fueron la construcción de las Estaciones Depuradoras de Aguas Residuales de Majadahonda, Villalba y Guadarrama. 

## Obras
- Casa Gordillo, en Villanueva de la Cañada, entre 1994 y 1996.
- Torre Woermann, en Las Palmas de Gran Canaria, entre 2001 y 2005.
- Biblioteca Pública de Usera, entre 1995 y 2003.
- Casa en Las Rozas, en Madrid, entre 2001 y 2007.
- Casa Gordillo, en Villanueva de la Cañada, entre 1994 y 1996.
- Estación de ferrocarril de Logroño y plan especial de ferrocarril y soterramiento, en Logroño,en construcción.

## Publicaciones
- "Ábalos y Herreros", Gustavo Gili, Colección Monografías de Arquitectura Contemporánea, Barcelona. 1993
- "Ábalos & Herreros", Monografías 2G, Editorial Gustavo Gili, Barcelona. 2002

## Enlaces
- Ábalos y Herreros en Sólo Arquitectura

- Datos: Q4663329
- Multimedia: Ábalos & Herreros / Q4663329